# Alex Gopher
Alex Gopher is de artiestennaam van de Franse danceproducer Alexis Latrobe. Hij kwam boven drijven in de populariteitsgolf van Franse housemuziek in de late jaren negentig. Hij werkt veel samen met producers uit hetzelfde netwerk zoals Air en Étienne de Crécy. Hij is ook erg actief als remixer.

## Biografie
Latrobe speelt in de jaren tachtig in de indieband Orange. In die band spelen ook Jean-Benoît Dunckel en Nicolas Godin van Air. Hij verlaat de groep maar net als hen gaat hij in de vroege jaren negentig over naar housemuziek. In 1995 brengt hij met de Gopher EP zijn debuut uit. Met Étienne de Crécy richt hij ook het Solid-label op. Een jaar later is hij betrokken bij de totstandkoming van het album Super Discount van de Crécy. Dit album krijgt veel aandacht van de internationale pers en brengt Gopher de nodige kansen om zichzelf op de kaart te zetten. Het dromerige en jazzy You, My Baby & I (1998) wordt zijn doorbraak. Een jaar later brengt hij een gelijknamig album uit. Hierop staat ook een bijdrage van Jean-Benoît Dunckel van Air. Naast zijn werk als producer gaat hij ook aan de slag als engineer bij de Translab-studios in Parijs. Hij krijgt ook diverse opdrachten voor remixes van onder andere Nightmares On Wax, Vanessa Paradis, Jamiroquai en Kraftwerk. 
In 2001 komt hij terug met het project Wuz, dat hij produceert met Demon. Het is voorgekomen uit een opdracht om een soundtrack te maken voor de expositie Black tie van fotograaf Hedi Slimane. Ook hier ligt de nadruk weer op jazzy housemuziek. De plaat Use me is daarbij de leidende single. Gopher is ook betrokken bij het tweede deel van Super Discount van Étienne de Crécy dat in 2004 verschijnt. Hij is ook standaard aanwezig bij de tournee die er op volgt. Pas aan het einde van 2006 verschijnt een nieuw album zonder titel. Hierop zoekt hij aansluiting met de 80's-sound die op dat moment populair is. Ook hier is weer een rol weggelegd voor Air en voor Étienne de Crécy. In 2009 brengt hij ook al zijn remixes uit op de verzamelaar My New Remixes. Nieuwe albums produceert hij daarna niet meer maar met enige regelmaat verschijnen er singles en ep's. In 2012 werkt hij samen met Xavier Jamaux, een andere voormalige bandmaat uit Orange, aan de soundtrack voor de film Motorway. Hij is ook betrokken bij de derde Super Discount-plaat die in 2015 verschijnt. Ook dit keer gaat hij weer mee op tournee. In 2017 werkt hij samen met producer Pierrick Devin. Ze brengen samen de ep Jazz Rock uit.

## Discografie
- Alex Gopher - You , my baby and I (1999)
- Alex Gopher & Demon - Wuz (2001)
- Alex Gopher - Alex Gopher (2006)
- Alex Gopher - My New Remixes (compilatie) (2009)
- Alex Gopher & Xavier Jamaux - Motorway (2012)

- Biblioteca Nacional de España: XX5586852
- Bibliothèque nationale de France: cb140041019 (data)
- Gemeinsame Normdatei: 135138280
- International Standard Name Identifier: 0000 0000 5519 0113
- Library of Congress Control Number: no2007136447
- MusicBrainz: ee1a6d4a-b1ff-46a8-acf2-af575424bda5
- SNAC: w6qk4wz1
- Système universitaire de documentation: 147083168
- Virtual International Authority File: 64202539
- WorldCat: E39PBJvMxDRDMWG9XCPBfTfg8C